# Arena (contre-mesure)
Pour les articles homonymes, voir Arena.
L’Arena (Russe : Арена) est un système de protection active à contre-mesure développé dans le but de protéger les véhicules de combat blindés des attaques de canons antichars, de missiles antichars et de missiles tirés par-dessus le véhicule. Il utilise un radar Doppler pour détecter les ogives. Lors de la détection, une roquette défensive est tirée afin qu'elle explose près de la menace et qu'elle la détruise avant que celle-ci ne touche le véhicule attaqué.

## Description
Ce système a été mis au point par l’Engineering Design Bureau basé à Kolomna, en Russie. L’Arena est le successeur de Drozd, un système de défense soviétique datant de la fin des années 1970, qui fut installé sur plusieurs chars T-55 au cours de la guerre soviétique en Afghanistan. Le système améliore le taux de survie de l'équipage du véhicule de près de 80 %. Drozd a été suivie par Shtora à la fin des années 1980, système qui a utilisé un brouillage électro-magnétique pour désorienter les missiles antichars et de roquettes ennemies en approche. En dépit de ces développements, le déploiement de ce système sur des véhicules de combat russes a été limité. À la fin de l'année 1994, l'armée russe a déployé un grand nombre de véhicules de combat blindés en Tchétchénie, où ils ont été pris en embuscade et ont subi de lourdes pertes. Le succès de l'utilisation par les Tchétchènes de lance-roquettes contre les véhicules de combat russes a incité la conception du système de protection active Arena au début et au milieu des années 1990. Une variante pour l'exportation, baptisée Arena-E, a également été développée.

## Contexte
L'Union des républiques socialistes soviétiques a mis au point le premier système de protection active nommé Drozd (Дрозд) entre 1977 et 1982,. Ce système a été conçu comme une alternative au blindage passif ou réactif pour se défendre contre des attaques de lance-roquettes. Le développement du système a été stimulé en grande partie par l'introduction d'ogives à explosif à charge creuse, High Explosive Anti-Tank (HEAT). Drozd a été conçu pour détruire les ogives avant qu'elles ne touchent le blindage du véhicule attaqué. Il était composé de trois parties : deux lanceurs placés de chaque côté de la tourelle et une alimentation auxiliaire située à l'arrière de la tourelle. Les lanceurs étaient contrôlés par deux antennes radar à ondes millimétriques. Le système utilisait des ogives à fragmentation de 19 kg et 107 mm de forme conique. Drozd pouvait protéger un char entre -6 et 20 degrés le long du plan vertical, et entre 40 et 60 degrés le long du plan horizontal,. Bien qu'ayant rapporté une augmentation de 80 % du taux de survie au cours de ses essais en Afghanistan, le radar a été incapable de détecter correctement les menaces et les tirs de ses propres roquettes causant des niveaux inacceptables de dommages collatéraux. Environ 250 systèmes Drozd ont été fabriqués, et tous ont été installés sur des T-55 appartenant à l'infanterie de marine russe.

## Principe et caractéristiques

Arena Active Protection System : 1. Silos de l'Arena, 2. Radar, 3. Munition protectrice, 4. Missile anti-char approchant, 5. Phase de recherche.

## Utilisation

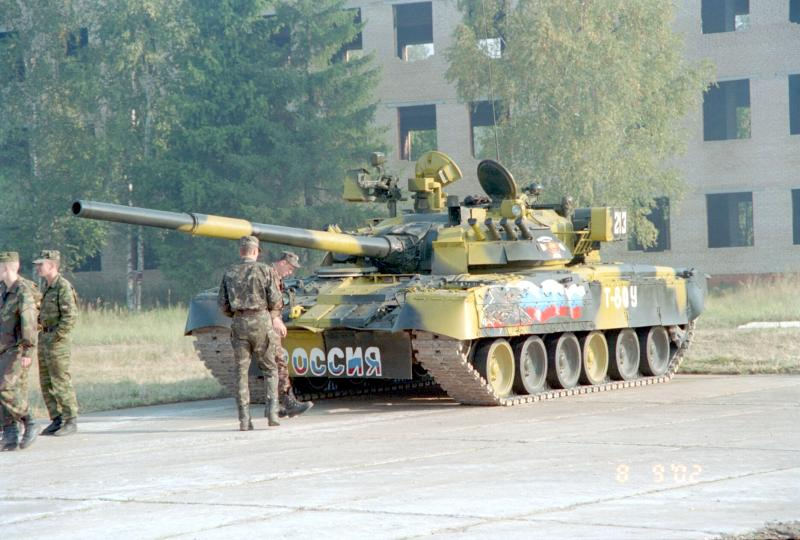
Char T-80U sans système Arena

Le système de protection active Arena a été testé pour la première fois sur les terrains d'essai à Kubinka au début de l'année 1995, sauvant avec succès le char russe d'un missile guidé antichar doté d'un pénétrateur à énergie cinétique. Un T-80UM-1 russe avec l’Arena, a été montré au public à Omsk, à la fin de l'année 1997. L’Arena a été également ajouté au pack de modernisation du BMP-3M mis au point par la Kurganmashzavod, bien que celui-ci n'a pas reçu de commandes à l'exportation.
Une variante pour l'exportation, du nom de Arena-E (Арена-Э), est disponible à un prix estimé de 300 000 dollars. Selon les Russes, il a été sélectionné pour être utilisé sur le char K2 sud-coréen, mais cela n'a pas été confirmé par les intéressés.
Le système Arena-M est monté sur le char T-72B3M.

## Comparaison
Il n'existe pas d'autre système de protection active pour véhicule qui soit exactement similaire. Néanmoins, l'armée américaine utilise le Phalanx CIWS dont le principe est proche pour la protection de ses navires tandis que d'autres systèmes comme le Trophy israélien utilisent également des projectiles contre les roquettes et missiles assaillants.

## Sources
- (en) Cet article est partiellement ou en totalité issu de l’article de Wikipédia en anglais intitulé « Arena (countermeasure) » (voir la liste des auteurs).
- (en) Mikhail Baryatinskiy, Main Battle Tank T-80, Surrey, United Kingdom, Ian Allen, 2007, 96 p., poche (ISBN 978-0-7110-3238-5, LCCN 2009396685), p. 96
- (en) Adam Geibel, « Learning from their mistakes: Russia's Arena Active Protection System », ARMOR Magazine, Fort Knox, KY, US Army Armor Center,‎ 1er septembre 1996 (lire en ligne)
- (en) Adam Geibel, « Red Dawn in Chechnya: A Campaign Chronicle », ARMOR Magazine, Fort Knox, KY, US Army Armor Center,‎ 1er mars 1995 (lire en ligne)
- (en) Paul J. Hazell, « Active Protection Systems Come of Age », Military Technology, Mönch Editorial Group,‎ 1er septembre 2007
- (en) Ian Kemp, « RPG Zappers », Armada International,‎ 1er avril 2007
- (en) Tom J. Meyer, « Active Protection Systems: Impregnable Armor or Simply Enhanced Survivability? », ARMOR Magazine, Fort Knox, KY, US Army Armor Center,‎ 1er mai 1998 (lire en ligne)
- (en) Chad A. Rupe, « The Battle of Grozny: Lessons for Military Operations on Urbanized Terrain », ARMOR Magazine, Fort Knox, KY, US Army Armor Center,‎ 1er mai 1999 (lire en ligne)
- (en) James M. Warford, « Cold War Armor After Chechnya: An Assessment of the Russian T-80 », ARMOR Magazine, Fort Knox, KY, US Army Armor Center,‎ 1er novembre 1995 (lire en ligne)
- (en) Steven J. Zaloga, T-54 and T-55 Main Battle Tanks 1944-2004, Oxford, United Kingdom, Osprey, 2004, 48 p., poche (ISBN 978-1-84176-792-5), p. 48
- (en) Steven J. Zaloga, T-72 Main Battle Tank 1974-93, Oxford, United Kingdom, Osprey, 1993, poche (ISBN 978-1-85532-338-4), p. 48